# Smučarski skoki v sezoni 1977/78
Smučarski skoki v sezoni 1977/78. To je pregled najpomembnejših tekem v smučarskih skokih v sezoni 1977/78. Tekme niso bile povezane v svetovni pokal, ki ga je ustanovila Mednarodna smučarska organizacija s sezono 1979/80.

## Tekme
| Datum                                                        | Prizorišče             | Skakalnica                     | Opomba                           | Zmagovalec        | Drugi                          | Tretji                | Vir           |
| ------------------------------------------------------------ | ---------------------- | ------------------------------ | -------------------------------- | ----------------- | ------------------------------ | --------------------- | ------------- |
| 26. december 1977                                            | St. Moritz             |                                | Božična tekma                    | Tauno Käyhkö      | Jim Denney                     | Sakae Curuga          | [ 1 ]         |
| Turneja štirih skakalnic:                                    |                        |                                |                                  |                   |                                |                       |               |
| 30. december 1977                                            | Oberstdorf             | Schattenbergschanze K115       |                                  | Mathias Buse      | Martin Weber                   | Kari Ylianttila       | [ 2 ]         |
| 1. januar 1978                                               | Garmisch-Partenkirchen | Große Olympiaschanze K107      |                                  | Jochen Danneberg  | Kari Ylianttila                | Henry Glaß            | [ 2 ]         |
| 4. januar 1978                                               | Innsbruck              | Bergiselschanze K106           |                                  | Per Bergerud      | Kari Ylianttila                | Jouko Törmänen        | [ 3 ]         |
| 6. januar 1978                                               | Bischofshofen          | Paul-Außerleitner-Schanze K106 |                                  | Kari Ylianttila   | Walter Steiner                 | Henry Glaß            | [ 4 ]         |
| Skupno:                                                      | Skupno:                | Skupno:                        | Skupno:                          | Kari Ylianttila   | Mathias Buse                   | Martin Weber          | [ 4 ]         |
| 13. januar 1978                                              | Trbiž                  | Trampolino Fratelli Nogara K80 | Turneja treh dežel               | Alois Lipburger   | Karl Schnabl                   | Toni Innauer          | [ 5 ]         |
| 14. januar 1978                                              | Planica                | Srednja Bloudkova K90          | Turneja treh dežel               | Alois Lipburger   | Karl Schnabl                   | Bogdan Norčič         | [ 6 ]         |
| 15. januar 1978                                              | Beljak                 | Jahnschanze K75                | Turneja treh dežel               | Alois Lipburger   | Hans Millonig                  | Bogdan Norčič         | [ 7 ] [ 8 ]   |
| Skupno:                                                      | Skupno:                | Skupno:                        | Skupno:                          | Alois Lipburger   | Karl Schnabl                   | Bogdan Norčič         | [ 7 ]         |
| 21. januar 1978                                              | Liberec                | Ještěd                         | Turneja prijateljstva            | František Novák   | Juri Kalinin                   | Holger Greiner-Petter | [ 9 ]         |
| 22. januar 1978                                              | Liberec                | Ještěd                         | Turneja prijateljstva            | Axel Zitzmann     | František Novák                | Josef Hýsek           | [ 9 ]         |
| Skupno:                                                      | Skupno:                | Skupno:                        | Skupno:                          | Axel Zitzmann     | František Novák                | Klaus Ostwald         | [ 9 ]         |
| 25. januar 1978                                              | St. Moritz             | Olympiaschanze K94             | Švicarska turneja                | Alois Lipburger   | Thomas Meisinger               | Axel Zitzmann         | [ 10 ]        |
| 27. januar 1978                                              | Gstaad                 | Mattenschanze K88              | Švicarska turneja                | Hansjörg Sumi     | Axel Zitzmann                  | Robert Mösching       | [ 11 ]        |
| 29. januar 1978                                              | Engelberg              | Gross-Titlis-Schanze K116      | Švicarska turneja                | Axel Zitzmann     | Josef Samek                    | Leoš Škoda            | [ 11 ]        |
| Skupno:                                                      | Skupno:                | Skupno:                        | Skupno:                          | Axel Zitzmann     | Thomas Meisinger               | Leoš Škoda            | [ 11 ]        |
| 5. februar 1978                                              | Murau                  | Hans-Walland-Großschanze K120  |                                  | Klaus Tuchscherer | Karl Schnabl                   | Alois Lipburger       | [ 12 ]        |
| 18. - 26. februar 1978: Svetovno prvenstvo v Lahtiju, Finska |                        |                                |                                  |                   |                                |                       |               |
| 3. marec 1978 -5. marec 1978                                 | Ironwood               | Copper Peak                    | Teden smučarskih poletov         | Henry Glaß        | Jochen Danneberg               | Klaus Tuchscherer     | [ 13 ]        |
| 3. marec 1978 -5. marec 1978                                 | Bad Mitterndorf        | Kulm                           | Teden smučarskih poletov         | Peter Leitner     | Falko Weißpflog                | Alois Lipburger       | [ 14 ]        |
| 4. marec 1978                                                | Falun                  | Lugnet-Schanzen K89            | Švedske smučarske igre           | Lennart Elimä     | Pentti Kokkonen                | Bernd Eckstein        | [ 15 ]        |
| 5. marec 1978                                                | Falun                  | Lugnet-Schanzen K89            | Švedske smučarske igre           | Leoš Škoda        | Ole Erik Tvedt                 | Lennart Elimä         | [ 15 ]        |
| 8. marec 1978                                                | Odnes                  | Flubergbakken                  |                                  | Walter Steiner    | Robert Mösching                | Klaus Ostwald         | [ 16 ]        |
| 11. marec 1978                                               | Thunder Bay            | K70                            |                                  | Armin Kogler      | Henry Glaß                     | Tom Levorstad         | [ 17 ]        |
| marec 1978                                                   | Thunder Bay            | K90                            |                                  | Armin Kogler      | Henry Glaß                     | Jochen Danneberg      | [ 17 ]        |
| 12. marec 1978                                               | Oslo                   | Holmenkollbakken K105          |                                  | Harald Duschek    | Johan Sætre                    | Peter Leitner         | [ 18 ]        |
| 12. marec 1978                                               | Zakopane               | Średnia Krokiew K82            | Memorial Czech-Marusarzówna      | Mathias Buse      | Kazimierz Długopolski          | Stanisław Bobak       | [ 19 ]        |
| 13. marec 1978                                               | Zakopane               | Wielka Krokiew K115            | Memorial Czech-Marusarzówna      | Falko Weißpflog   | Keijo Korhonen Stanisław Bobak |                       | [ 20 ] [ 21 ] |
| 18. marec 1978                                               | Štrbské Pleso          | MS 1970 A K70                  | Pokal Tatre                      | Leoš Škoda        | Ján Tánczos                    | Jurij Ivanov          | [ 22 ]        |
| 19. marec 1978                                               | Štrbské Pleso          | MS 1970 A K90                  | Pokal Tatre                      | Falko Weißpflog   | Markku Reijonen                | Mathias Buse          | [ 22 ]        |
| 26. marec 1978                                               | Kuusamo                | Rukatunturi-Schanze            | Smučarske igre Kuusamo           | Toni Innauer      | Tapio Räisänen                 | Klaus Tuchscherer     | [ 23 ]        |
| 25. marec 1978                                               | Feldberg               | Fahler Loch K85                | 39. mednarodni skoki v Feldbergu | Mathias Buse      | Henry Glaß                     | Jari Puikkonen        | [ 24 ]        |
| 26. marec 1978                                               | Feldberg               | Fahler Loch K85                | 39. mednarodni skoki v Feldbergu | Henry Glaß        | Peter Leitner                  | Mathias Buse          | [ 24 ]        |
| 1. april 1978                                                | Oberwiesenthal         | Fichtelbergschanze K90         | Pokal svobodnega tiska           | Henry Glaß        | Bernd Eckstein                 | Bogdan Norčič         | [ 25 ]        |
| 2. april 1978                                                | Oberwiesenthal         | Fichtelbergschanze K90         | Pokal svobodnega tiska           | Henry Glaß        | Armin Kogler                   | Falko Weißpflog       | '             |